# Der Geisterjäger
Der Geisterjäger (Tamilisch: சந்திரமுகி) ist ein tamilischer Film von P. Vasu aus dem Jahr 2005.

## Handlung
Senthilnathan und Ganga haben  ohne Zustimmung ihrer Familie geheiratet. Um sie versöhnlich zu stimmen, kaufen sie eine alte Villa, den Vettayapuram-Palast. Die Familie ist darüber entsetzt, denn auf dem Haus liegt ein 150 Jahre alter Fluch – der Geist von Chandramukhi soll darin spuken. Der frühere Besitzer König Vettaiyan hat seine Geliebte und Tänzerin Chandramukhi lebendig verbrennen lassen, weil sie einen anderen liebte.
Zur Versöhnung der Familie und als Geisterjäger kommt Senthils bester Freund hinzu, der in den USA lebende Starpsychologe, Hellseher und kampferprobte Dr. Saravanan. Alle ziehen in den Palast ein, doch schon nach kurzer Zeit kommt es zu unheimlichen Ereignissen. Ganga geht wie von einer Macht gezogen immer wieder in den verschlossenen Raum von Chandramukhi.
Saravanan klärt mit Hilfe eines hinduistischen Geisteraustreibers das Geheimnis auf. Ganga leidet an einer psychischen Störung, sie ist von der Geschichte so fasziniert, dass sie sich selbst für Chandramukhi hält und heimlich deren Kleider trägt und in dem verbotenen Raum tanzt. Sie wird durch Saravanan geheilt.

## Hintergrund
Chandramukhi ist das tamilische Remake des Malayalam-Films Manichitrathazhu aus dem Jahr 1993, für den Schauspielerin und Tänzerin Shobana einen National Film Award als beste Hauptdarstellerin gewann. Ein Jahr zuvor drehte P. Vasu die Geschichte unter dem Titel Apthamitra in Kannada und feierte einen großen Erfolg. Gleichzeitig war die Kannada-Version der letzte Film der Schauspielerin Soundarya, die danach bei einem Flugzeugunglück ums Leben kam.
Chandramukhi lief zwei Jahre in Tamil Nadu in den Kinos und hat weltweit etwa eine Milliarde Rupien (22 Millionen US-Dollar) eingespielt. Rajnikanth, der höchstbezahlte Schauspieler Indiens, hatte mit dem Film sein Comeback. Es gibt viele Martial-Arts-Szenen mit dem Superstar Rajnikanth im Film.